# Serge Bourguignon
Serge Bourguignon (Maignelay-Montigny, 3 settembre 1928) è un regista e sceneggiatore francese.
Il film da lui diretto L'uomo senza passato, ha vinto l'Oscar al miglior film in lingua straniera nell'edizione 1963.

## Biografia
Nel 1951 ha recitato nel film Capitano ardente di André Zwoboda.

## Filmografia (parziale)
- L'uomo senza passato (1962)
- La taglia (1965)
- Io, l'amore (1967)
- The Picasso Summer (1969)